# Parlamentswahl in Gibraltar 2003
- GSLP: 5
- LPG: 2
- GSD: 8

Die Parlamentswahl in Gibraltar 2003 fand am 28. November des Jahres in Gibraltar statt.

## Ergebnis
Sie wurde von den Gibraltar Social Democrats (GSD) von Peter Caruana gewonnen, die 51,54 % der Stimmen und 8 der 15 verfügbaren Sitze übernahmen und damit zum dritten Mal in Folge den Sieg davontrugen.
| Parlamentswahl von Gibraltar 2003 | Parlamentswahl von Gibraltar 2003 | Parlamentswahl von Gibraltar 2003 | Parlamentswahl von Gibraltar 2003 | Parlamentswahl von Gibraltar 2003 | Parlamentswahl von Gibraltar 2003 | Parlamentswahl von Gibraltar 2003 | Parlamentswahl von Gibraltar 2003 | Parlamentswahl von Gibraltar 2003 |
| Partei                            | Partei                            | Partei                            | Partei                            | Stimmen                           | %                                 | ±                                 | Sitze                             | ±                                 |
| --------------------------------- | --------------------------------- | --------------------------------- | --------------------------------- | --------------------------------- | --------------------------------- | --------------------------------- | --------------------------------- | --------------------------------- |
|                                   | Gibraltar Social Democrats        | Gibraltar Social Democrats        | Gibraltar Social Democrats        | 58.234                            | 51,45 %                           | ▼6,90 %                           | 8                                 | ▬                                 |
|                                   | Alliance                          |                                   | Gibraltar Socialist Labour Party  | 28.382                            | 25,08 %                           | ▼0,54 %                           | 5                                 | ▬                                 |
|                                   | Alliance                          | Liberal Party                     | 16.538                            | 14,61 %                           | ▼0,34 %                           | 2                                 | ▬                                 |                                   |
|                                   | Alliance                          | Alliance Gesamt                   | 44.920                            | 39,69 %                           | ▼0,88 %                           | 7                                 | ▬                                 |                                   |
|                                   | Gibraltar Labour Party            | Gibraltar Labour Party            | Gibraltar Labour Party            | 9.445                             | 8,35 %                            | Neu                               | 0                                 | Neu                               |
|                                   | Gibraltar Reform Party            | Gibraltar Reform Party            | Gibraltar Reform Party            | 578                               | 0,51 %                            | Neu                               | 0                                 | Neu                               |
| Gesamt                            | Gesamt                            | Gesamt                            | Gesamt                            | 113.177                           | 100 %                             |                                   | 15                                | ▬                                 |